# 外水尾
外水尾，是臺灣臺中市大甲區的一個傳統地域名稱，位於該區南半葉東部偏南。相較於今日行政區，其範圍大致為義和里東部。本地區北部臨近瓦瑤溪地帶及省道旁已發展成為大甲市區的一部分。

## 歷史
台灣清治末期，外水尾地區為一街庄，稱為「外水尾庄」，隸屬於苗栗三堡。該庄東北與山腳庄為鄰，東南及南與內水尾庄為鄰，西北邊為蕃仔藔庄，北邊一小段與庄尾庄為界。
1901年（日明治三十四年）11月，全台廢縣廳改設二十廳，該庄隸屬於苗栗廳。1903年（明治三十六年）6月，該庄編入「大甲區」，仍隸屬於苗栗廳。1909年（明治四十二年）10月，全台二十廳合併為十二廳，苗栗廳廢止，大甲區改隸屬於臺中廳。1920年（大正九年），全台地方制度大改正，該庄改制為「外水尾」大字，隸屬於臺中州大甲郡大甲庄。1933年，大甲庄升格為大甲街。
戰後大甲街改制為大甲鎮，隸屬於臺中縣，大字亦改制為里。1950年10月，中、彰、投分治，大甲鎮隸屬不變。2010年12月，隨著臺中縣、市合併為直轄臺中市，大甲鎮改制為大甲區。

## 聚落
本地區發展較早的聚落為外水尾，在日治期初期的官方地圖上已有記載。此外，本地區尚有田中新村聚落。

## 交通
台鐵海線大致以北北東—南南西走向轉東北—西南走向經過外水尾地區中部偏東地帶，境內未設站。北北東側不遠處即為大甲車站，屬二等站，各級列車均有停靠。由此可前往台鐵沿線各站。
省道台1線（經國路、中山路一段）又稱「縱貫公路」，是台北至屏東楓港的台灣西部傳統平面幹道，大致以北偏西—南偏東走向轉北北東－南南西走向經過本地區西部邊界地帶。由該道路向北偏西繞過大甲市區可前往苑裡、通霄、後龍、頭份等地，向南南西可前往清水、梧棲、龍井、大肚等地。
區道中22線（水美街）是外水尾至外埔的道路，大致以北向南轉西北—東南走向經過本地區東部。由該道路向北可前往山腳南部並止於市道132號路口，向東南可前往內水尾、磁磘、外埔市區西北側並止於市道132號舊線（甲后路四段、三段）路口。
區道中30線（二崁路）是番子寮至后里的道路，其西側端點位於本地區西部邊界地帶南側省道台1線路口。由此向南偏西出境後，過鐵路轉東偏南可前往內水尾、磁磘、六分、月眉東北部的崎頭、后里北部並止於省道台13線路口。